# ووهیپاهو
ووهیپاهو (به لاتین: Vohipaho) یک منطقهٔ مسکونی در ماداگاسکار است که در ونگایندرانو واقع شده‌است. ووهیپاهو ۲۷٬۰۰۰ نفر جمعیت دارد و ۲۷ متر بالاتر از سطح دریا واقع شده‌است.